# ハマベブドウ
ハマベブドウ（英語: seagrape、baygrape、Coccoloba uvifera）は、タデ科の被子植物の一つである。フロリダ州中南部、バハマ、大アンティル諸島及び小アンティル諸島、バミューダ諸島等を含む熱帯アメリカおよびカリブ海地域の沿岸部が原産である。

## 果実
晩夏に、直径約2cmでブドウのような大きな房を作る緑色の果実が実る。果実は徐々に熟して紫色になる。各々の果実が、体積の大部分を占める大きな種子を含む。

## 栽培
約2℃の温度まで耐えられるが、霜を耐えることはできない。葉は枯れる前に紅葉する。また他の植物とは異なり、種子は採集後、保存することができず、すぐに植える必要がある。
風に強く、日陰には中程度の耐性、塩分には非常に強い耐性があるため、海岸の端に植えられることがある。また、観賞植物としても栽培される。果実は非常に味が良く、ジャムにしたり、生で食べたりする。
雄花と雌花が異なる木で見られる雌雄異株であり、果実が成長するには他家受粉が必要である。ミツバチやその他の昆虫が、これらの植物の受粉を助ける。雄花と雌花は花の見た目で区別でき、雄花では通常、枯れた花柄が見える。
種子か挿し木により増える。

## 利用
フロリダ州南部の庭園では、人気のある観賞植物である。砂地を安定させるとともに、小動物の生息地としての役割も持つ。砂浜沿いにある樹高の高いハマベブドウは、ウミガメが近隣のビルからの光で動転するのを防ぐのにも役立っている。樹液は、皮の染色やなめしにも用いられる。木材は、家具の製造や薪、木炭の製造にも使われることがある。果実は、生のまま食べたり、ジェリーやジャムを作ったり、発酵させてワインを作ったりもする。

## 分類
1696年、ハンス・スローンによってPrunus maritima racemosa、レナード・プルークネットによってUvifera littoreaと初めて植物名が付けられた。どちらの名前も「海のブドウ」というヨーロッパの見方を反映したものだった。一方、現地の人々は、これを「大きなクワ」とみなしていた。
カール・フォン・リンネの『植物の種』の初版（1753年）では、プルークネットの命名に基づいてPolygonum uviferaとし、flores non vidi（花は見られない）と付記した。その後、パトリック・ブラウンのThe Civil and Natural History of Jamaica（1756年）で、この種のためにハマブドウ属(Coccoloba)が提案された。ブラウンの提案に基づき、リンネの第2版（1762年）では、分類をCoccolobus uviferaと変更し、他の全ての名前を引用した。属名のCoccolobusは、ギリシャ語でブドウの一種を意味するkokkolobisに由来する。

## ギャラリー

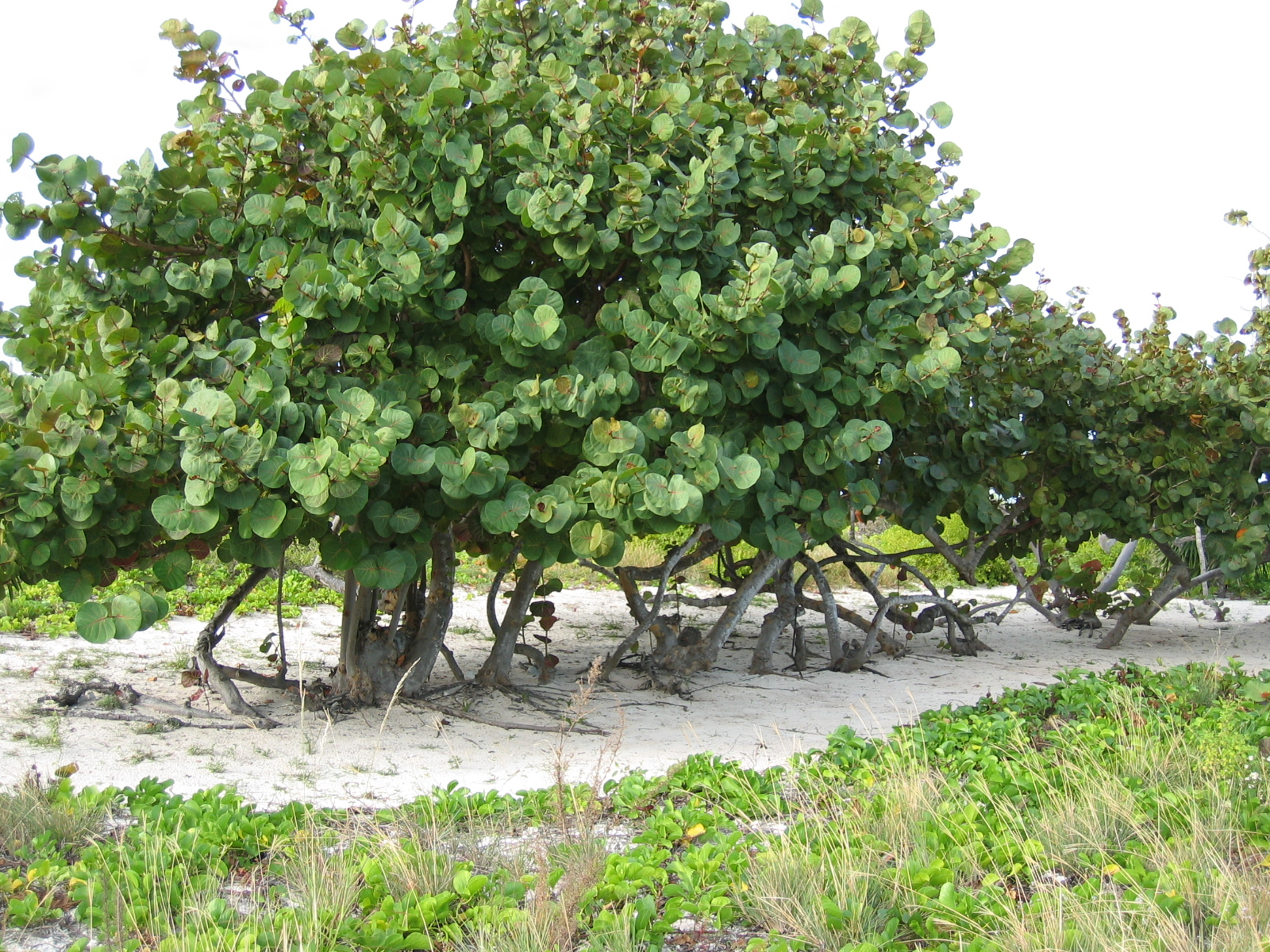
キューバにあるハマベブドウの木
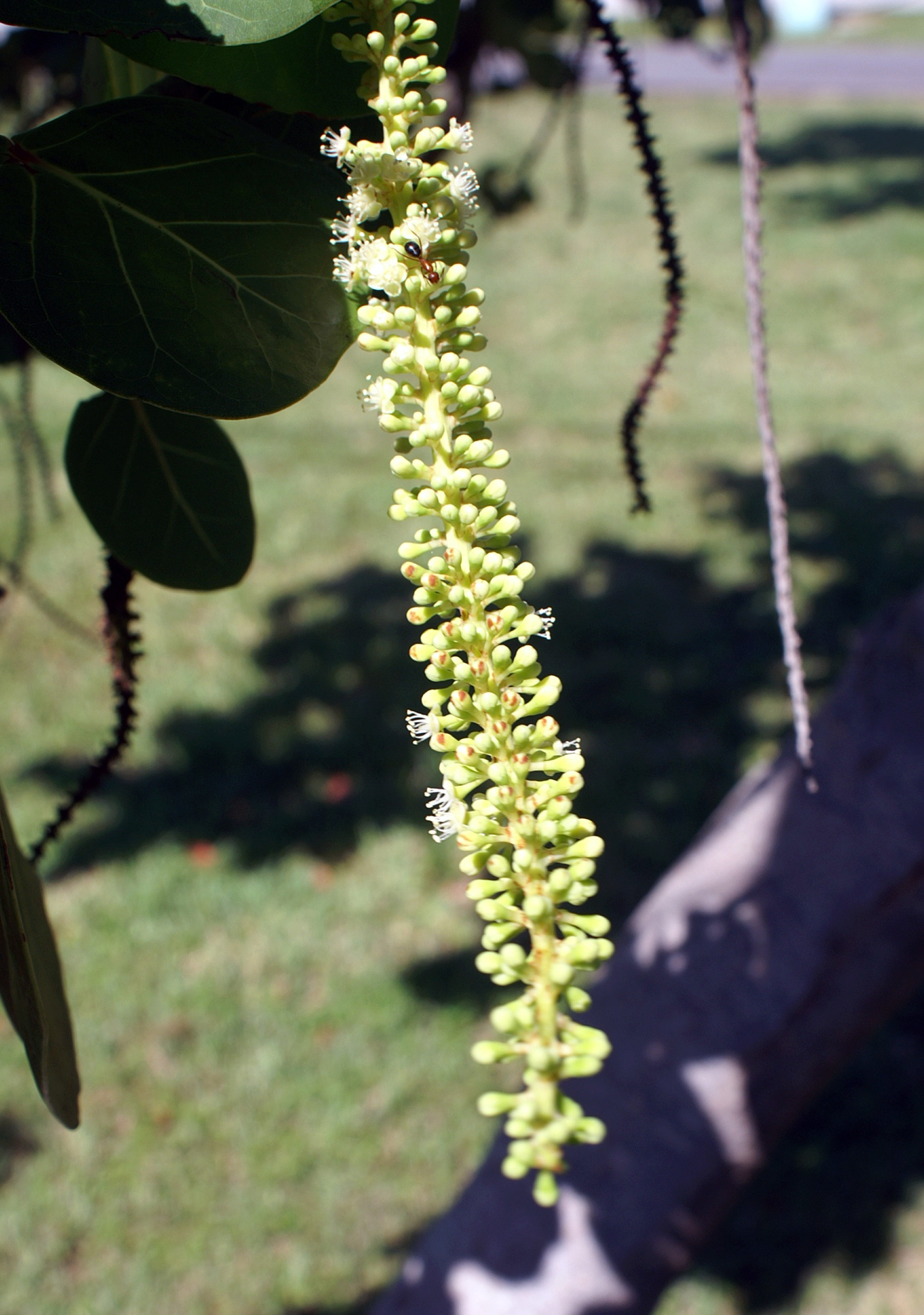
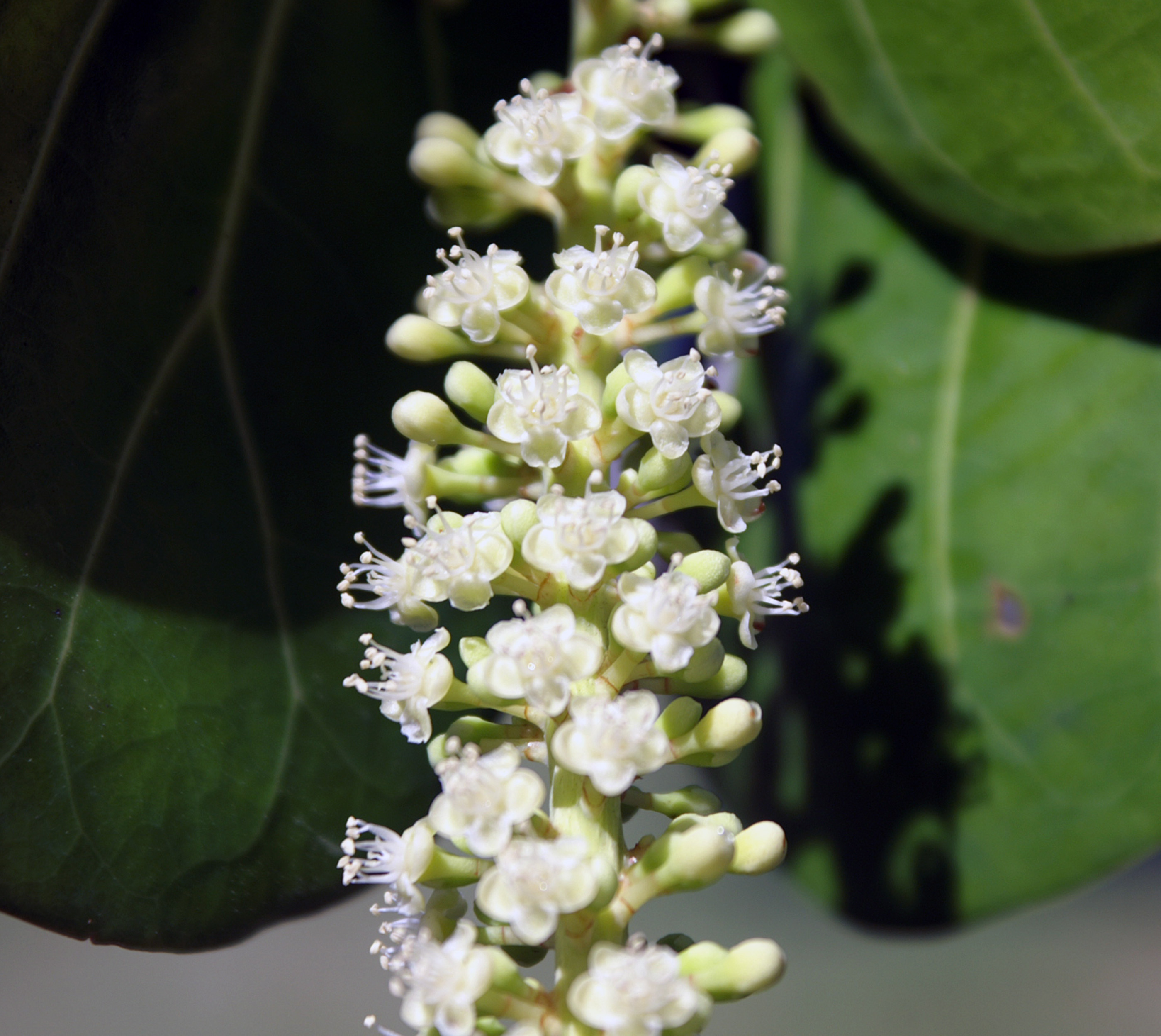
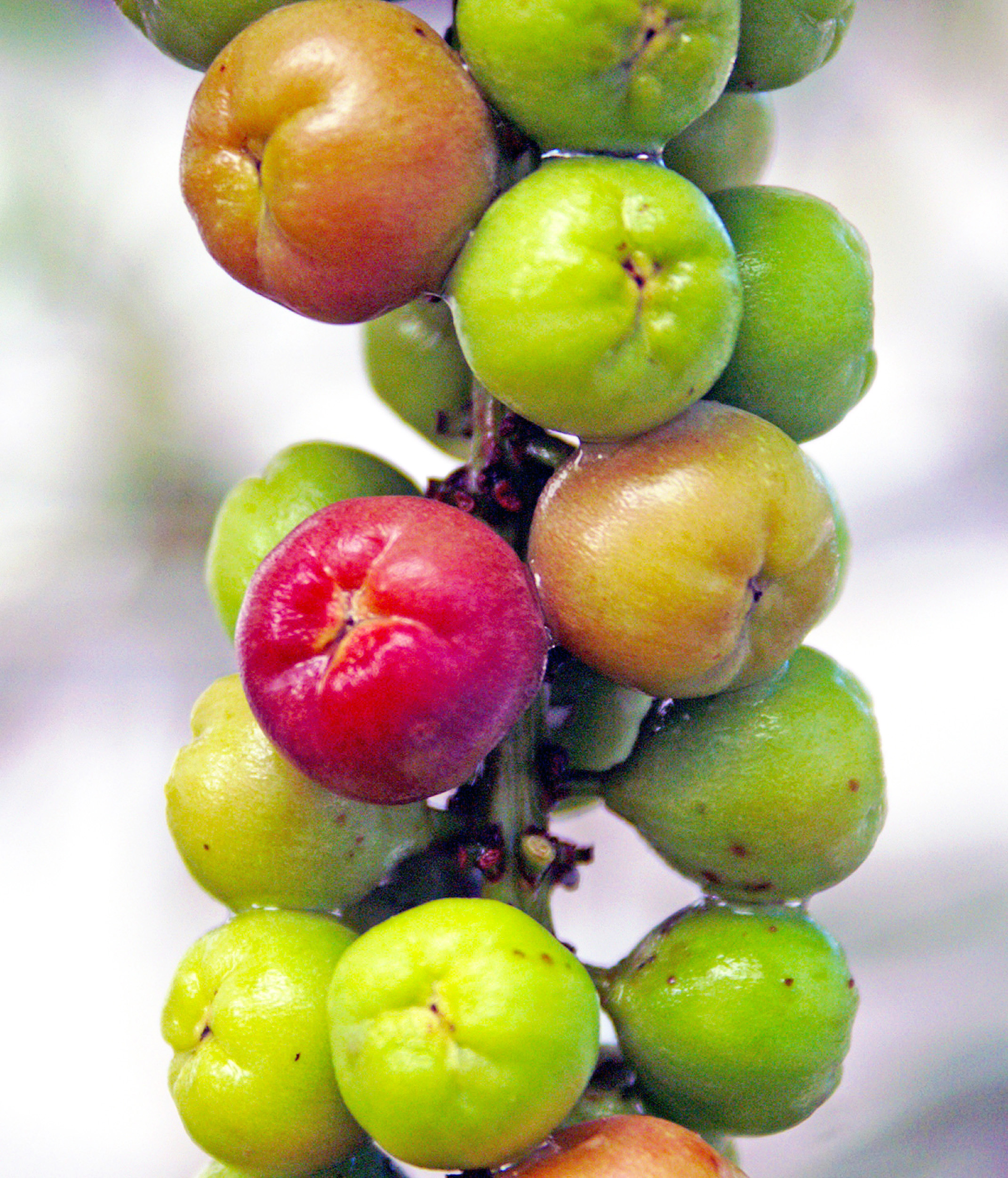
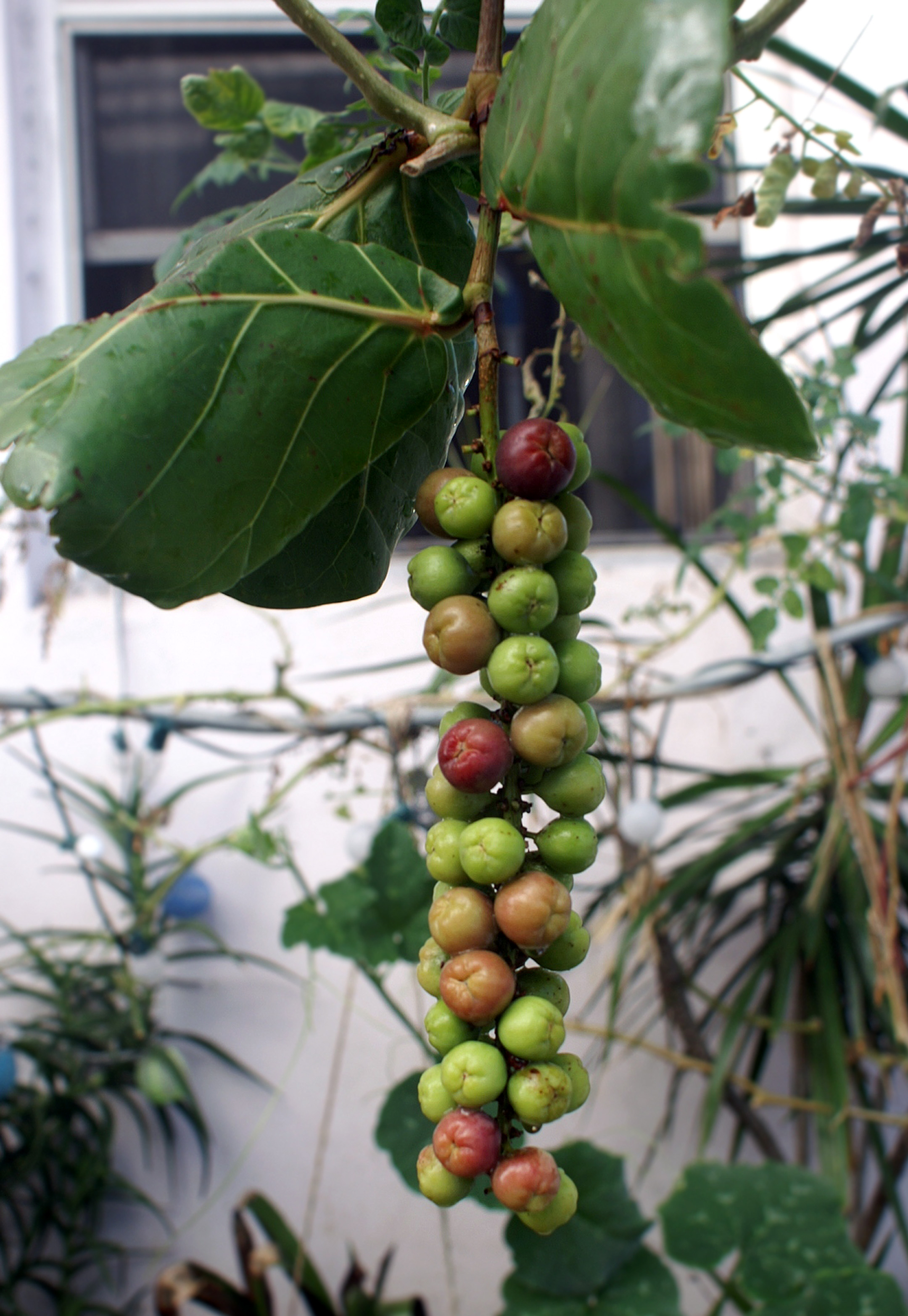
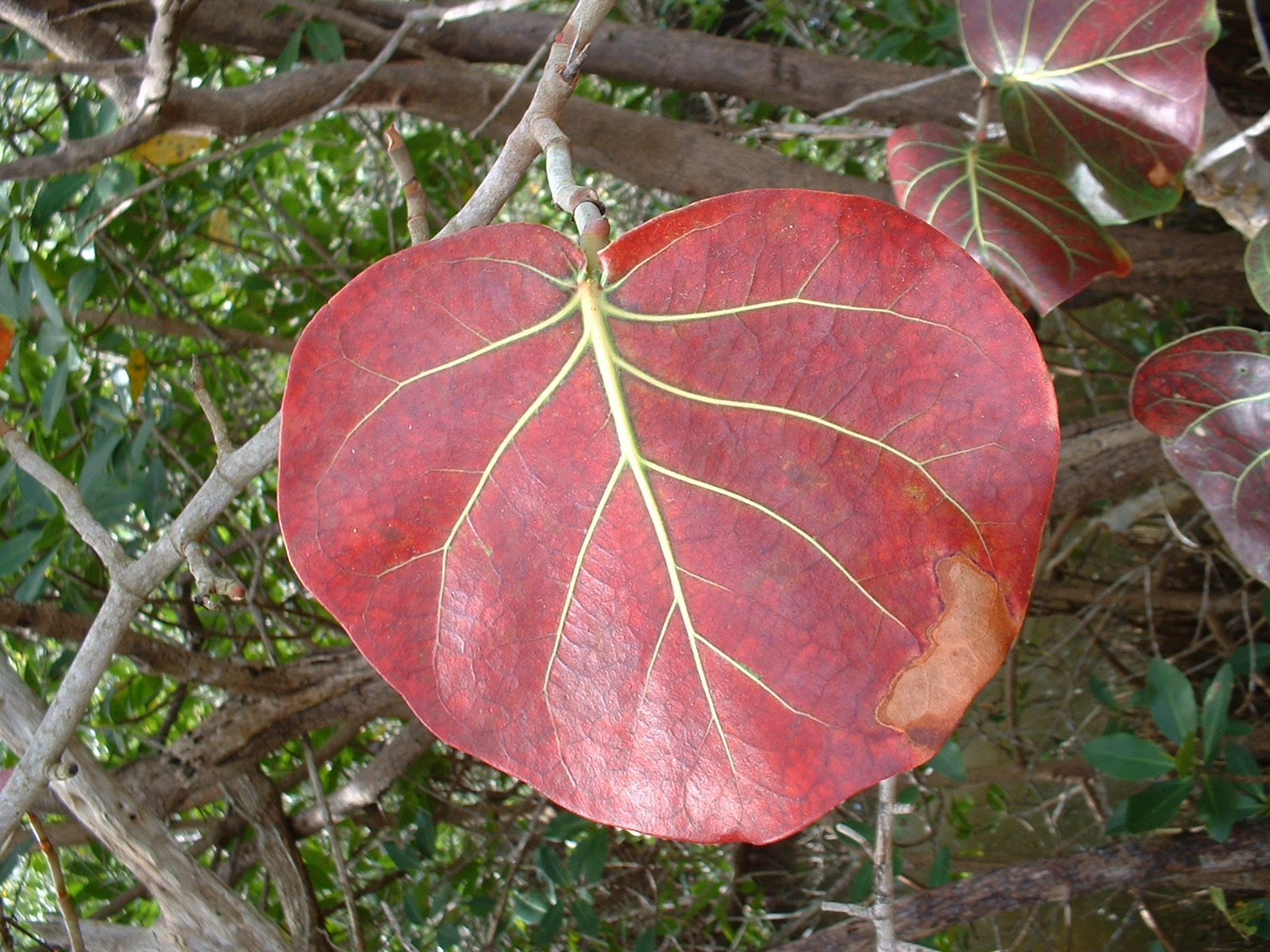
古い葉（直径は約25cm）
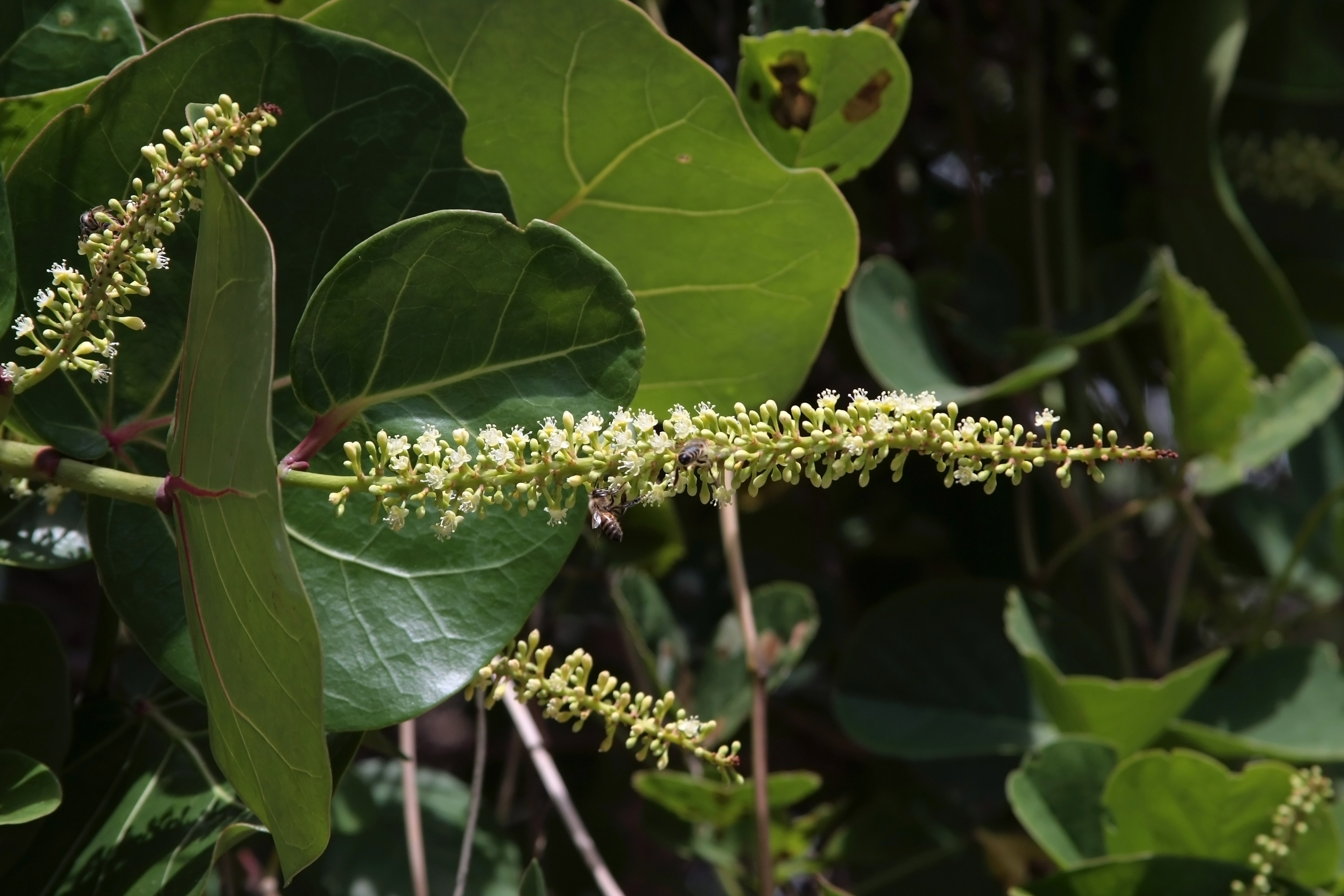
花
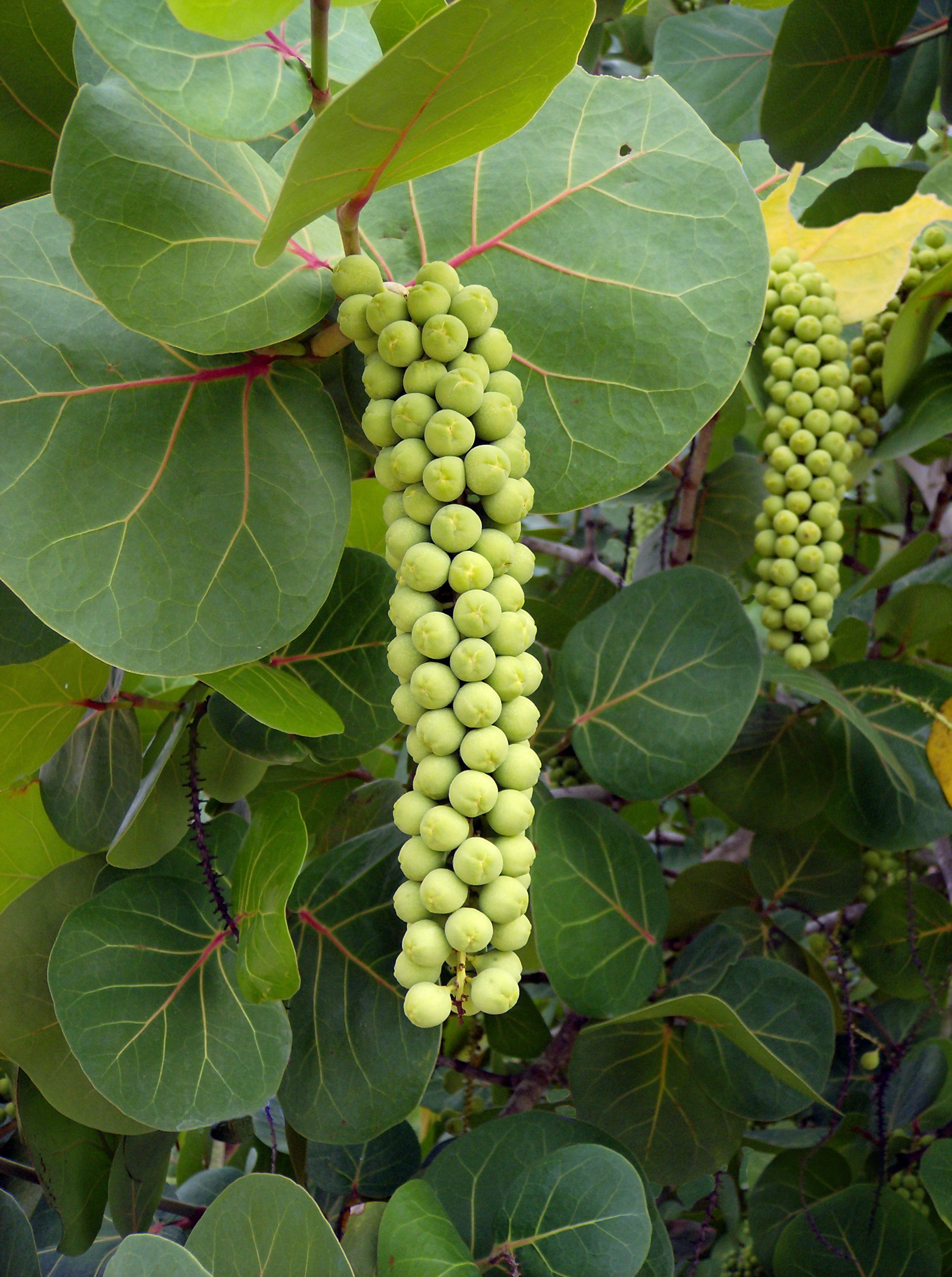
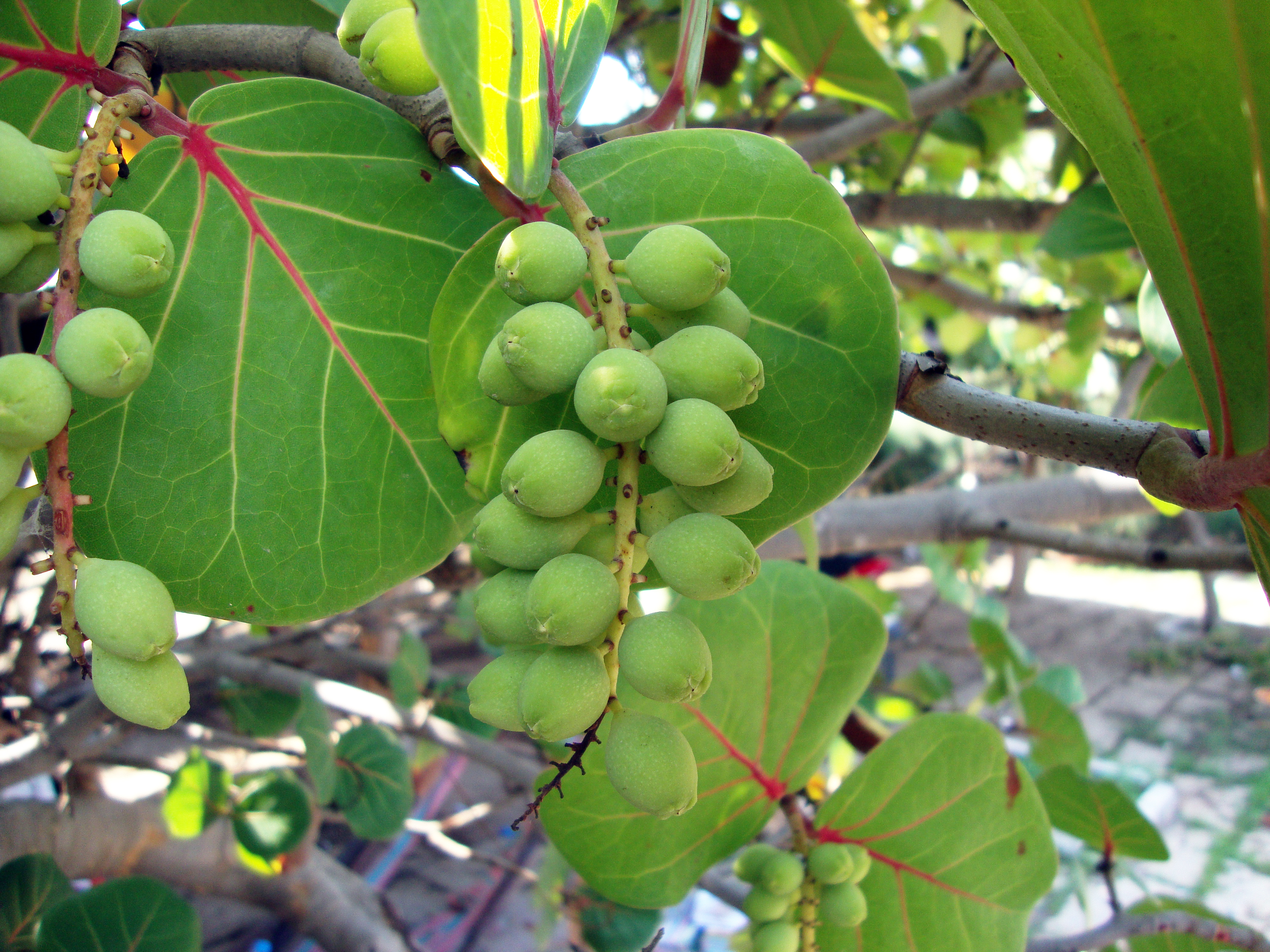
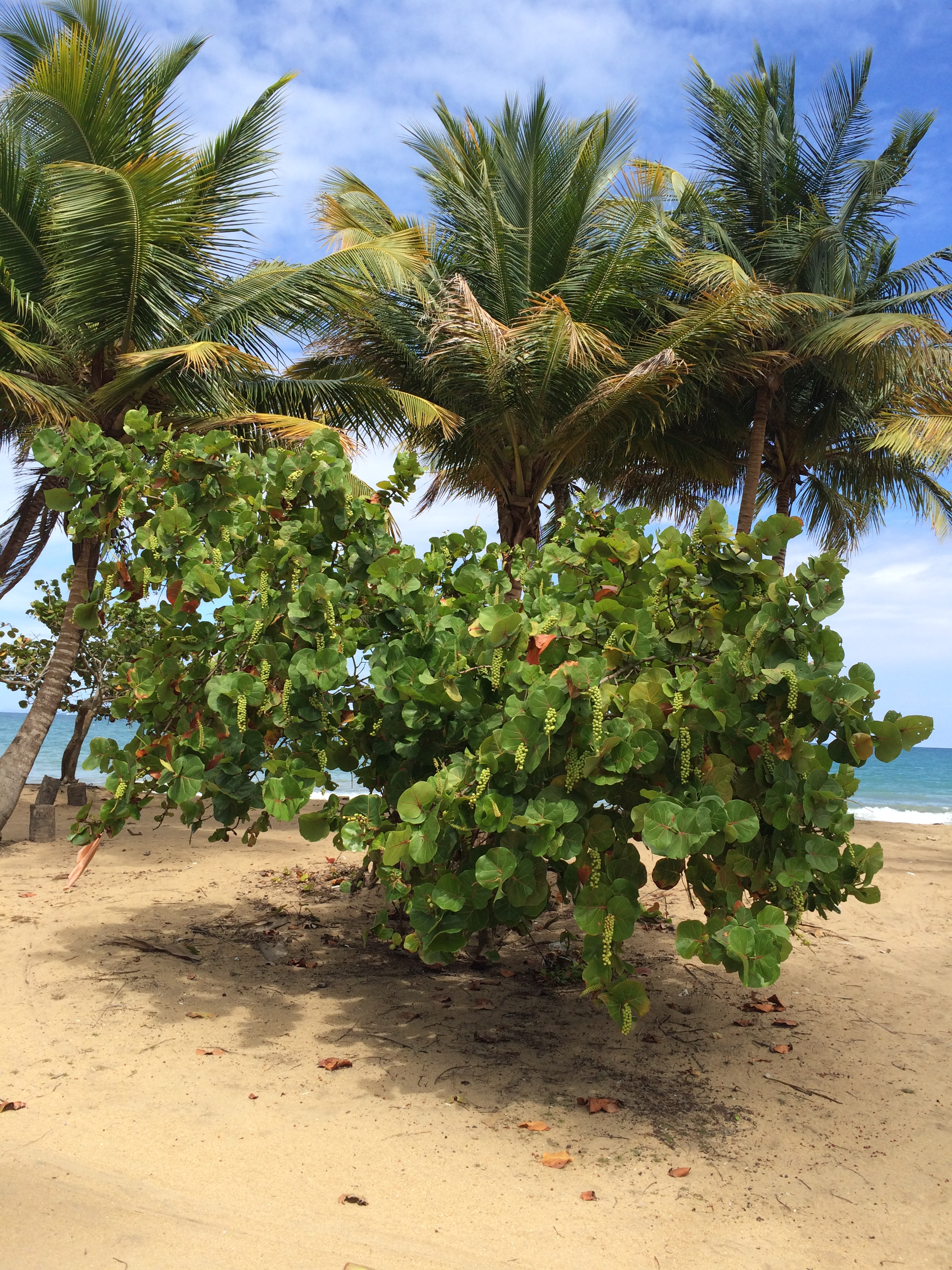
プエルトリコのヤブコアにある低木
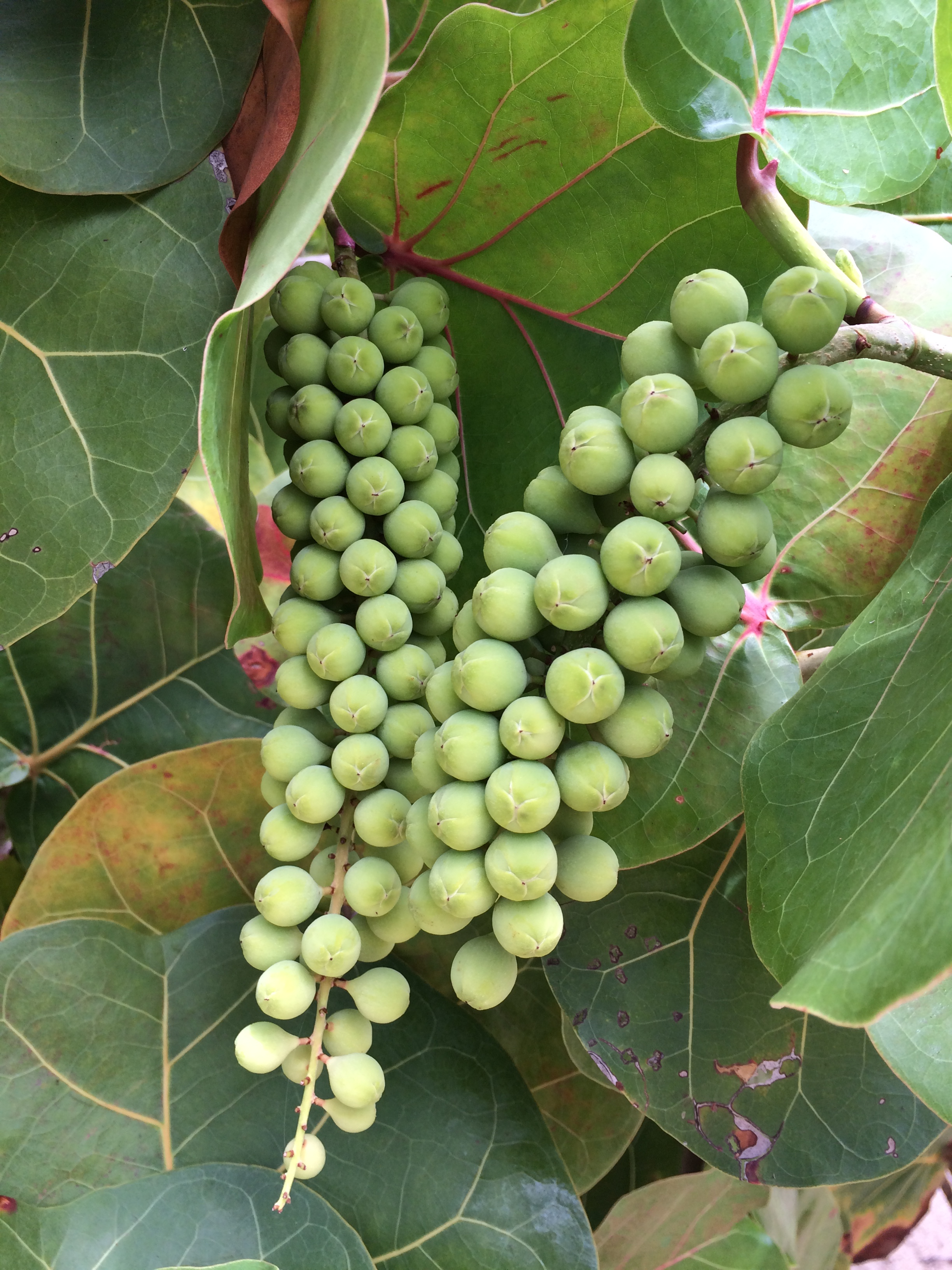
ハマベブドウの果実
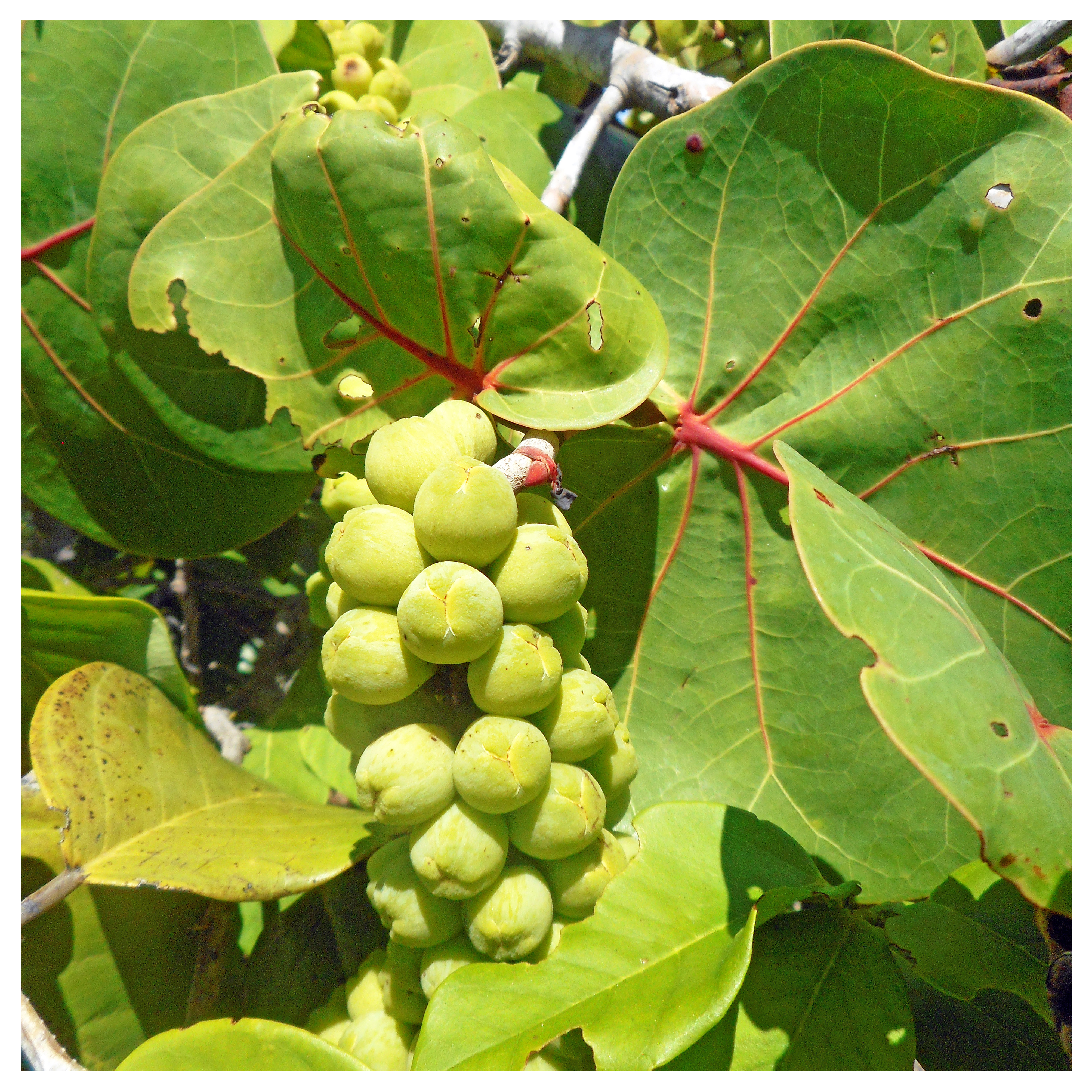
ハマベブドウの果実
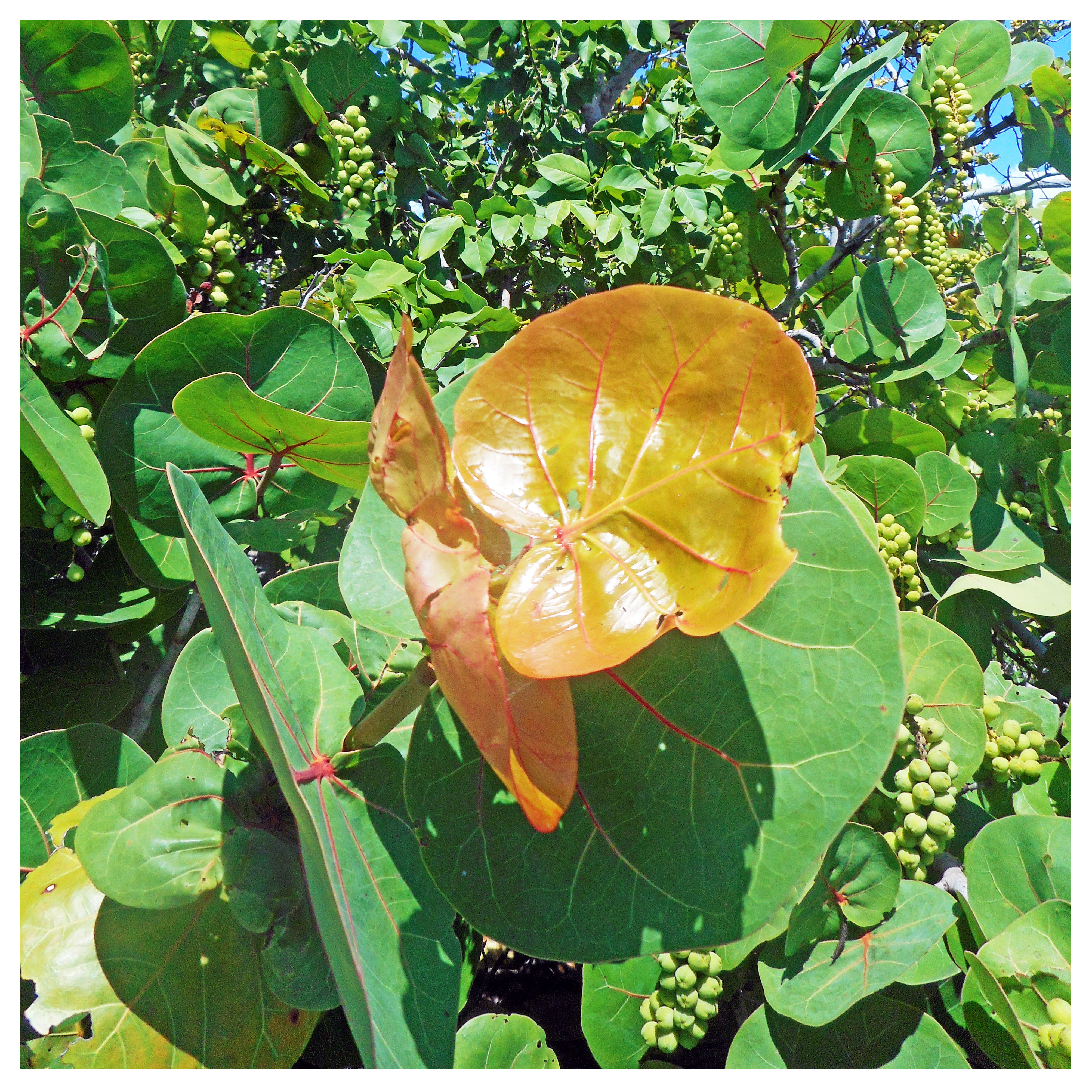
若い葉
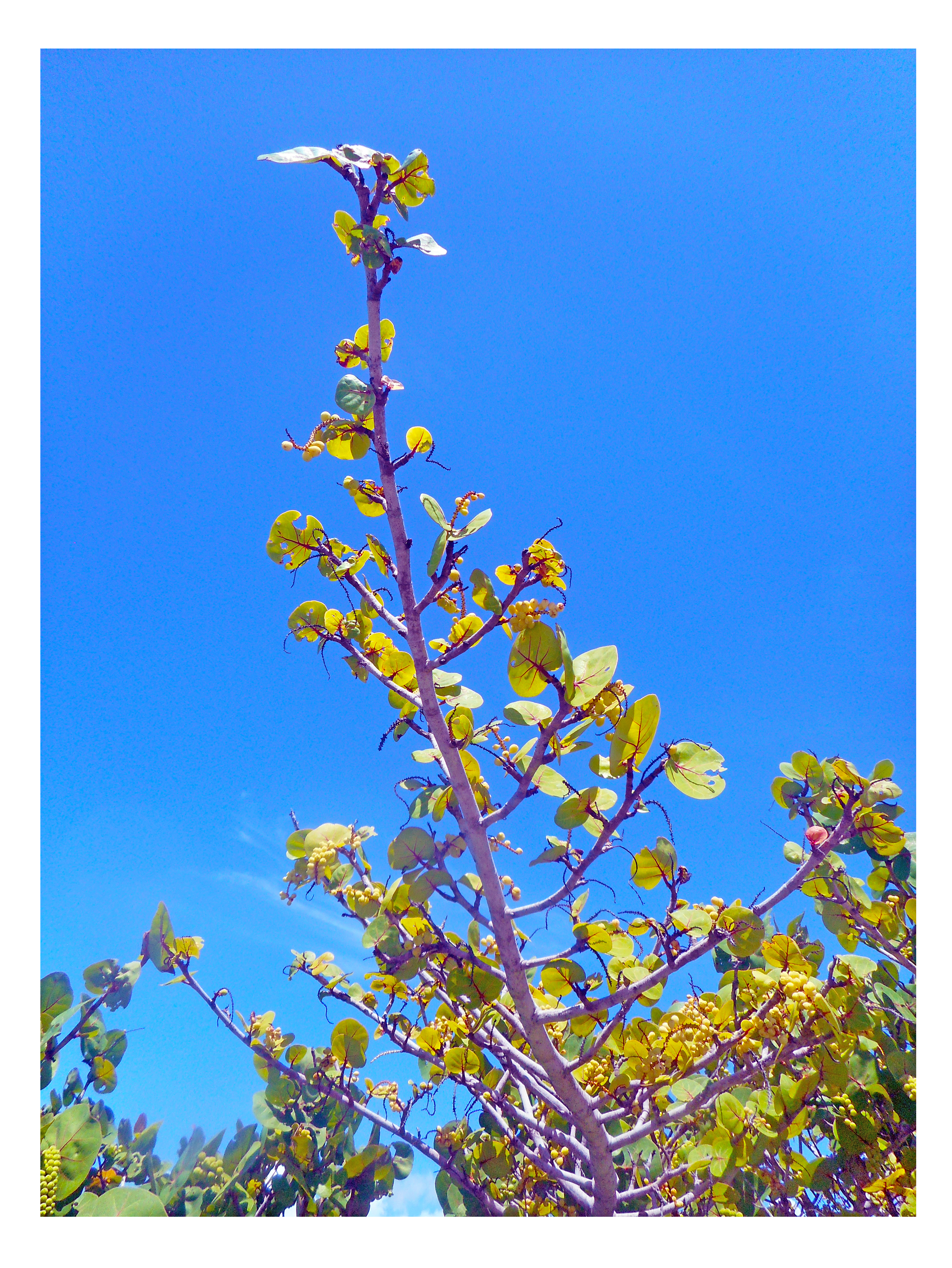
枝と若葉
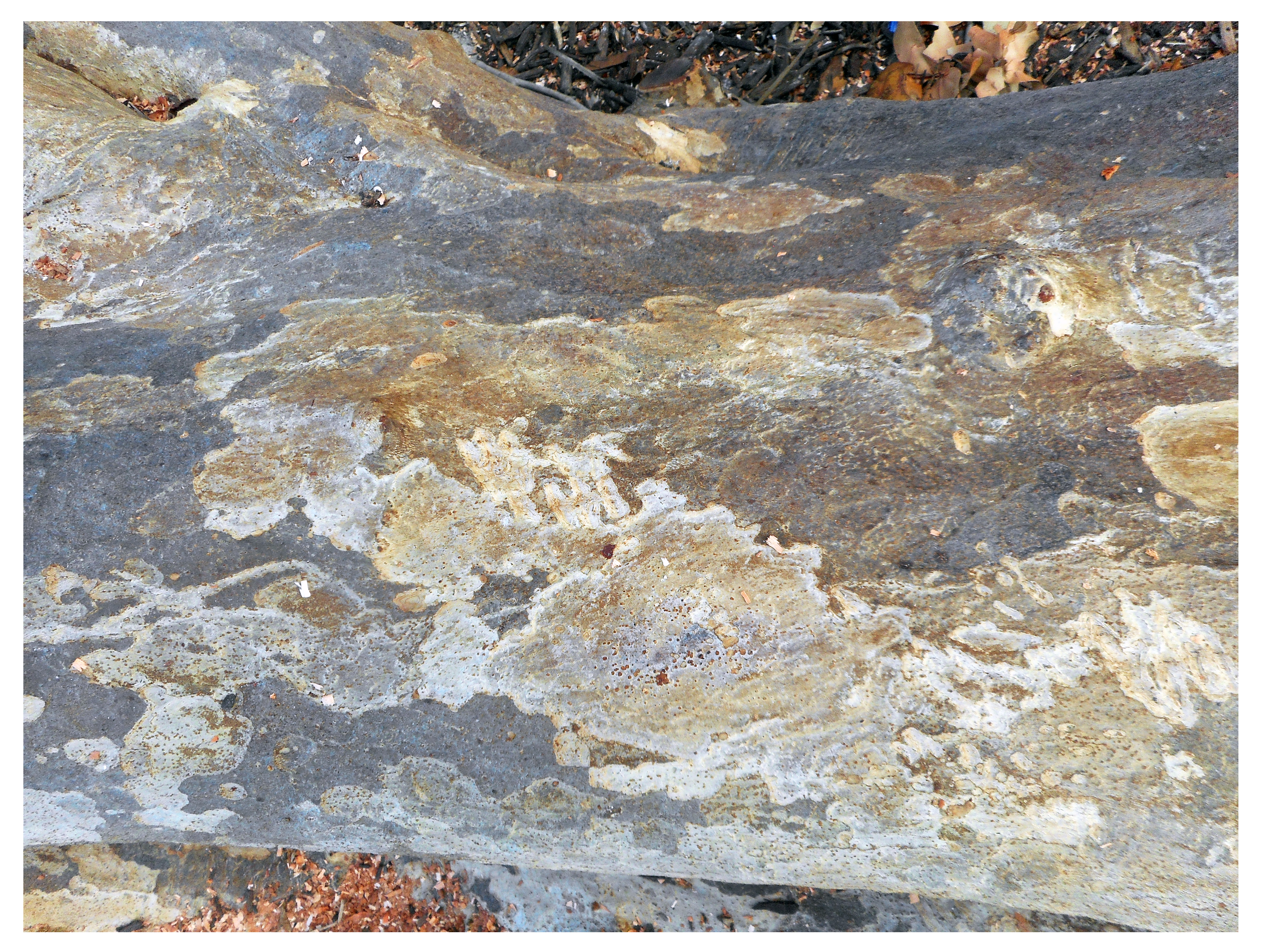
樹皮
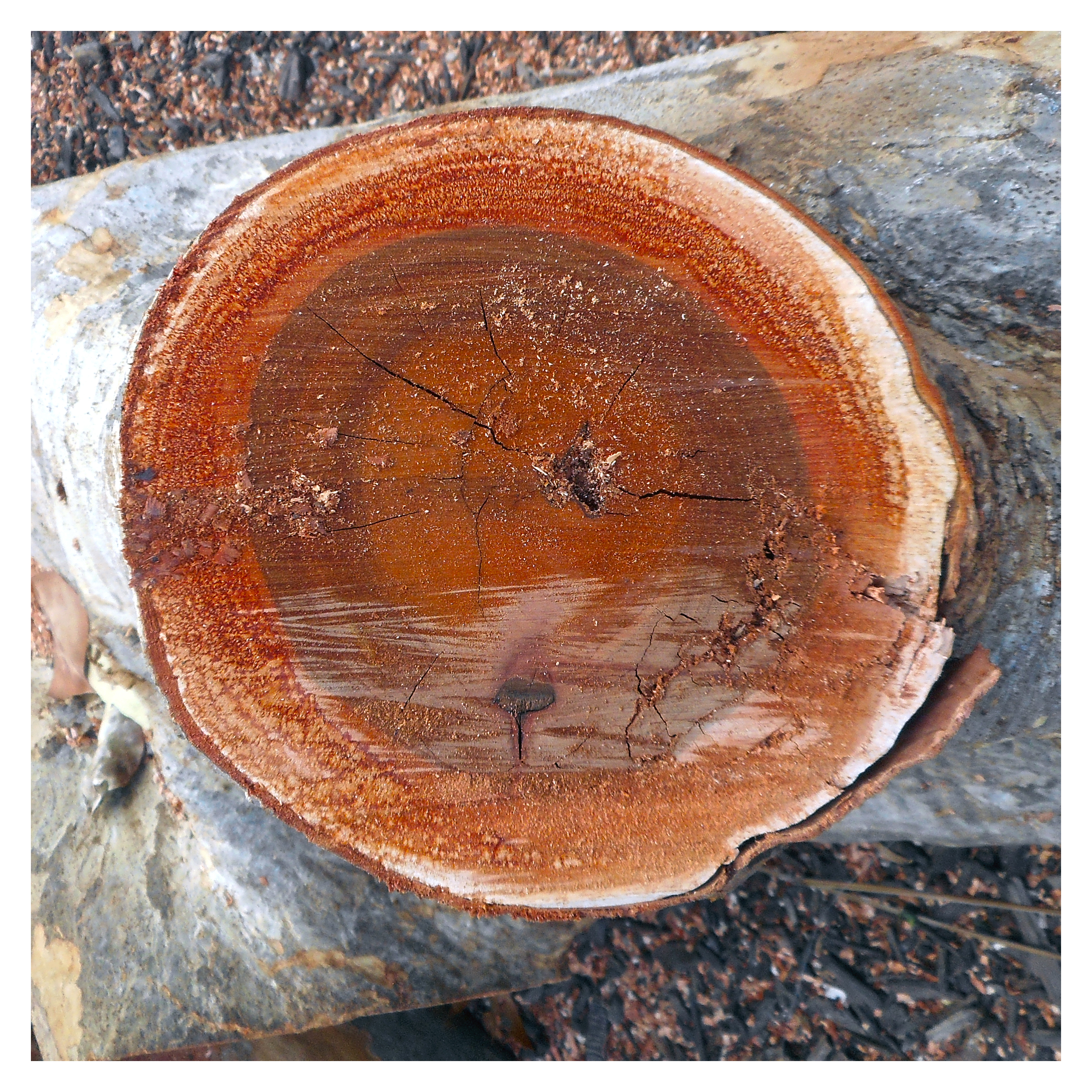
枝の断面
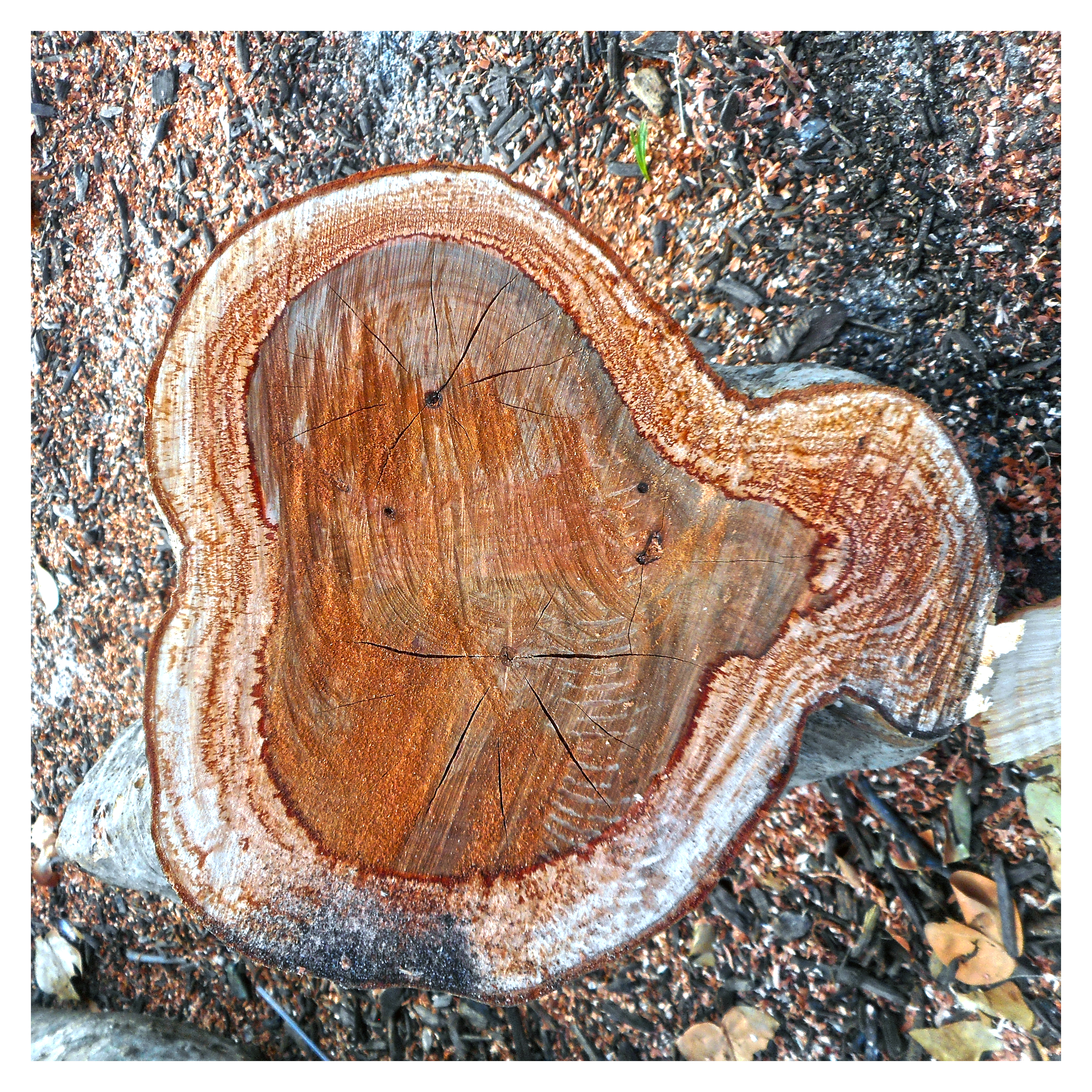
年輪が見える幹の断面